# De blauwe kamer (roman)
De blauwe kamer (oorspronkelijke titel: La Chambre bleue) is een psychologische roman annex misdaadroman van de Franstalige Belgische auteur Georges Simenon. Het Franse origineel werd uitgegeven door uitgeverij Presses de la Cité in 1964.
De blauwe kamer was voor Simenon naar eigen zeggen een mijlpaal: de eerste roman waarin hij het woord 'sperma' durfde te gebruiken.. Volgens biograaf Pierre Assouline vormt De blauwe kamer een illustratie van de 'dierlijke opvatting' die Simenon er over liefdesrelaties op nahield ('Geen van hen had hem zo veel genot geschonken als zij, een totaal, dierlijk genot, zonder bijgedachten, waarop geen weerzin, geen gêne, geen lusteloosheid was gevolgd.').
De roman werd in 2014 verfilmd door Mathieu Amalric, die ook zelf de hoofdrol speelt, naast Léa Drucker en Stéphanie Cléau. De film kreeg in 2015 een César voor beste bewerkt script. 

## Samenvatting

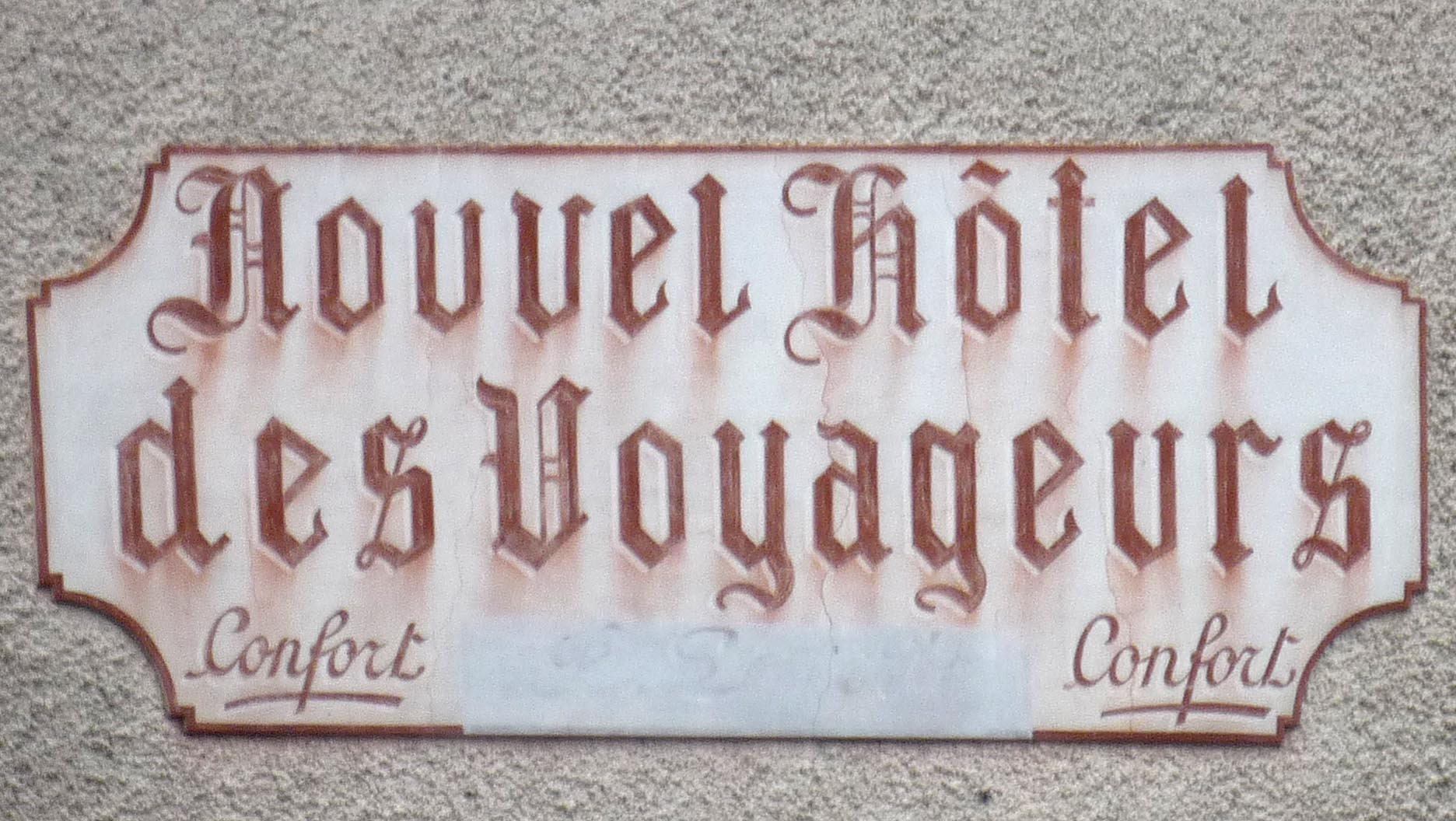

Tony en Andrée, vroegere schoolvrienden die een affaire zijn begonnen, hebben elkaar acht keer bemind in de blauwe kamer van het Hôtel des Voyageurs. Wanneer hun relatie dreigt te worden onthuld, beslist Tony ze te beëindigen. Daarop ontpopt Andrée zich tot een femme fatale die niet alleen Tony, maar ook hun beide echtgenoten voor haar verschroeiende passie laat boeten.

## Nederlandse vertaling
- La Chambre bleue is diverse malen in het Nederlands vertaald. Een eerste vertaling, van de hand van Karel Hendrik Romijn, verscheen bij uitgeverij Bruna in 1964. In 2003 werd de roman als Pandora-pocket uitgebracht in de vertaling van W. Schepens. Rokus Hofstede vertaalde de roman in 2014 voor uitgeverij De Bezige Bij.